# عملة إنجليزية من فئة ثلاثة فلس
يظهر الوجه الأمامي تمثال نصفي للملكة متجهًا إلى اليسار، مع وردة خلفها والأسطورة EDG ROSA SINE SPINA - إليزابيث، بنعمة الله وردة بلا شوك - بينما يظهر الوجه الخلفي الشعار الملكي مع التاريخ فوق الشعارات وعلامة دار سك العملة في بداية الأسطورة التي تقرأ CIVITAS LONDON - مدينة لندن، برج سك العملة.
العملة الفضية ذات الثلاثة أرباع في عملتي الملكة إليزابيث الأولى الثالثة والرابعة (1561-1582)، كجزء من خطة لإنتاج كميات كبيرة من العملات المعدنية بفئات مختلفة ومحتوى معدني عالي. وقد بلغت قيمتها شلن، أو جنيه استرليني.
جميع العملات المعدنية مطروقة، باستثناء العملات النادرة للغاية ذات الثلاثة فارذنج المطحونة من عام 1563، والتي لا يُعرف عنها سوى ثلاثة أمثلة فقط.
تشبه العملة المعدنية ذات الثلاثة أرباع إلى حد كبير العملة المعدنية ذات الثلاثة نصف بنس، وتختلف فقط في القطر، الذي يبلغ 14 مـم (0.55 بوصة) لعملة معدنية غير مقطوعة، مقارنة بـ 16 مـم (0.63 بوصة) للثلاثة أنصاف بنسات.